# Дингуолл, Эрик
Эрик Джон Дингуолл (англ. Eric Dingwall; 1890 — 1986) — британский антрополог, парапсихолог и библиотекарь.

## Биография
Дингуолл родился на британском Цейлоне, переехал в Англию, где получил образование в Пембрук-колледже (Кембридж, 1912) и Лондонском университете (доктор наук, доктор философии). Написал популярные книги по сексологии. В 1921 году заинтересовался паранормальными явлениями и с 1922 по 1927 гг. служил научным сотрудником Общества психических исследований (SPR).
Знакомые отзывались о Дингуолле как об эксцентричном человеке. Получив навыки работы библиотекарем в библиотеке Кембриджского университета во время учёбы в университете, в 1946 г. он поступил на работу в библиотеку Британского музея в качестве добровольного помощника, а с 1947 г. получил должность почётного помощника хранителя в справочном отделе, каталогизируя материалы частных дел по эротике, магии и паранормальным явлениям.. Он выступил соредактором четырёхтомника «Abnormal Hypnotic Phenomena» (1967-68 гг.). В одной из рецензий этот сборник был охарактеризован как представляющий значительный исторический интерес и хорошо написанный. Его книга «Racial Pride and Prejudice» получила положительные отзывы.
Был почётным вице-президентом The Magic Circle и одним из основателей его Оккультного комитета.
Дингуолл был дважды женат: первый раз на антропологе и археологе Дорис Данн (впоследствии она вышла замуж за антрополога Джона Лэйарда), а второй — на психологе Норе Маргарет Дэвис.
Дингуолл «происходил из богатой семьи и был проницателен в финансовых вопросах (он оставил наследство стоимостью 678 246 фунтов стерлингов)». Его обширные записи были оставлены библиотеке Лондонского университета, а проект по каталогизации и сохранению коллекции был профинансирован Wellcome Trust в 2012—2013 гг. Дингуолл давно интересовался антикварными часовыми технологиями и стал членом антикварной секции Британского часового института в 1951 г. Он оставил Британскому музею автомат с певчей птицей и часы-автомат. Большая часть его оставшегося имущества была разделена между Британской библиотекой и часовой секцией (отделом часов и часов) Британского музея. Это завещание было использовано для приобретения ещё шестнадцати предметов для часовой коллекции. В 1988 году музей предложил объединить оставшиеся средства с частью завещания, оставленного Компании часовщиков Реджинальдом Бело (богатым финансистом из лондонского Сити, известным коллекционером часовых изделий и паст-мастером Компании часовщиков). С 1989 г. совместный фонд поддерживает ежегодную серию Лекций Дингуолла-Бело, проводимую в Британском музее.

### Исследования в области парапсихологии
В 1920—1930-е гг. Дингуолл много путешествовал по Европе и США, исследуя медиумов. Его описывают как «исследователя-скептика» и исследователя медиумов, который «провёл много лет, разоблачая мошенничество и ненаучную практику среди исследователей медиумов».
Вместе с Тревором Х. Холлом он написал книгу «Четыре современных призрака» (1958 г.), в которой давал рационалистические объяснения предполагаемым сверхъестественным явлениям, таким как Призрак Йоркширского музея и сеанс материализации Розали Гарри Прайса. В своей книге «Дилемма критика» (1966) Дингвалл поддержал критику Холла в адрес спиритуалиста Уильяма Крукса и медиума Флоренс Кук.
Он провёл исследования медиума Эузапии Палладино и пришёл к выводу, что она «жизнелюбива, вульгарна, амурна и обманщица». В 1920 г. Дингуолл вместе с В.Дж. Вулли провел в Лондоне испытания медиума Евы Карьер. Результаты оказались отрицательными, и было обнаружено, что эктоплазма была сделана из жёваной бумаги.
В последние годы жизни Дингуолл стал критиком психических исследований. В своём эссе, написанном в 1971 году, он обобщил свой богатый опыт парапсихологических исследований и пришёл к следующему выводу:
С тех пор как я практически полностью отказался от активной работы в области психических исследований, меня часто спрашивают, почему после более чем шестидесяти лет работы в этой области я окончательно потерял к ней интерес. На этот вопрос есть два ответа. Во-первых, я пришёл к выводу, что нынешний огромный интерес к оккультизму и грубым формам суеверий обусловлен, по крайней мере, в определенной степени, настойчивой и широкомасштабной пропагандой, которую ведут парапсихологи. В этом, на мой взгляд, они несут очень серьезную ответственность. С постепенным падением на Западе веры в христианство, как и следовало ожидать, наметилась не склонность к рациональному взгляду на мир, а явная тенденция к принятию магического. Таким образом, христианство, как бы невероятно оно ни было для рационального ума, получило поддержку в виде оккультных суеверий темных веков. Поэтому одной из причин прекращения моей работы является то, что я не хочу быть связанным с людьми, которые активно поддерживают такие суеверия, которые сегодня повсеместно проявляются. Я не могу взять на себя такую ответственность... После шестидесятилетнего опыта и личного знакомства с большинством ведущих парапсихологов того времени я не думаю, что смогу назвать и полдюжины тех, кого я мог бы назвать объективными учениками, честно желающими узнать правду.
Его эссе The Need for Responsibility in Parapsychology: My Sixty Years in Psychical Research (1971) было перепечатано в книге A Skeptic’s Handbook of Parapsychology (1985) основателем CSICOP, философом Полом Куртцем. Скептик Гордон Стайн посвятил Дингуоллу книгу The Encyclopedia of the Paranormal.
По словам авторов Уильяма Калуша и Ларри Сломана, когда они исследовали медиума Мину Крэндон, Дингуолл велел ей раздеться и сидеть обнажённой. Кроме того, Крэндон иногда посыпала свою грудь светящимся порошком, и из-за таких действий Уильям Мак-Дугалл и другие исследователи психики критиковали Дингуолла за то, что он имел неподобающие отношения с Крэндон.